# Image fidèle
L'image fidèle est l'image aussi objective que possible de la réalité de l'entreprise donnée par la comptabilité générale afin qu'une personne de l'extérieur puisse en avoir une perception exacte. L'image fidèle est un test permettant de juger à travers l'application des principes comptables, du degré de signification des documents annuels vis-à-vis du lecteur.

## Enjeux de l'image fidèle
L'image fidèle n'est pas définie par un texte législatif ou réglementaire. C'est pourtant la base élémentaire des principes issue de la "true and fair view".
En France, l'article L.123-14 du code de commerce dispose que si dans un cas exceptionnel, l'application d'une prescription comptable se révèle impropre à donner une image fidèle du patrimoine, de la situation financière ou du résultat, il doit y être dérogé : cette dérogation est mentionnée à l'annexe et dûment motivée, avec l'indication de son influence sur le patrimoine, la situation et le résultat de l'entreprise.
Le défaut d'image fidèle peut être pénalement sanctionné dans le cadre du délit "Présentation de bilan inexact" pour les SA et les SARL (articles L.241-3-3°, L.242-6-2°, L.241-9 et L.249-1 du code de commerce) ou dans le cadre du délit de banqueroute en cas de défaillance de la société (articles L.654-1 à L.654-6 du code de commerce).

## Caractéristiques principales
Chaque compte de situation doit recouper avec une donnée mesurable :
- Les comptes de capitaux propres doivent correspondre aux capitaux investis augmentés ou diminués des provisions et reports à nouveau.
- Les comptes immobilisations et stocks doivent correspondre à la valeur réelle du patrimoine existant.
- Les comptes de dettes et de créances doivent correspondre à la situation observée auprès des tiers (fournisseurs et clients).
- Le compte de trésorerie, doit recouper avec le solde de la banque.

L'application stricte des règles comptables dans le cadre d'une comptabilité classique peut ne pas aboutir à une image fidèle; 
par exemple : une immobilisation totalement amortie qui est encore opérationnelle.

## L'image fidèle à l'international
Les nouveaux standards comptables (Normes IFRS) tentent de rapprocher la situation des comptes avec l'image fidèle de l'entreprise.